# 小行星6820
小行星6820（6820 Buil）是一颗绕太阳运转的小行星，为主小行星带小行星。该小行星于1985年12月13日发现。

## 轨道参数
小行星6820的轨道半长轴为2.8532676 UA，离心率为0.080。